# Лихтенштајн на Летњим олимпијским играма 2008.
Лихтенштајн на Олимпијским играма у Пекингу 2008. учествује петнаести пут. Први наступ Лихтанштајна је био на Олимпијским играма у Берлину 1936.
Лихтештајн на Олимпијским играма у Пекингу 2008. учествује са 2 мушка такмичара у 2 појединачна спорта.
Заставу Лихтенштајна на свечаном отварању Летњих олимпијских игара 2008. носио је маратонац Марсел Чоп.
Екипа Лихтенштајна није освојила ниједну медаљу.

## Постигнути резултати
| Атлетика 1 учесник (м)    | Атлетика 1 учесник (м) | Атлетика 1 учесник (м) | Атлетика 1 учесник (м) | Атлетика 1 учесник (м) | Атлетика 1 учесник (м) |
| ------------------------- | ---------------------- | ---------------------- | ---------------------- | ---------------------- | ---------------------- |
| Дисциплина                | Такмичар               | Место                  | Бр. учесника           | Резултат               | Детаљи                 |
| Маратон (м)               | Марсел Чоп             | 74                     | 76 завршило од 98      | 2:35,06                |                        |
| Стрељаштво 1 учесник (м ) |                        |                        |                        |                        |                        |
| 10 м ваздушна пушка м.    | Оливер Гајсман         | 34                     | 51                     | 588                    |                        |